# Nersia haedina
Nersia haedina är en insektsart som beskrevs av Stsl 1862. Nersia haedina ingår i släktet Nersia och familjen Dictyopharidae. Inga underarter finns listade i Catalogue of Life.